# Inmaculada Concepción (Iglesia de la Conversión de San Pablo)
La Inmaculada Concepción es una talla realizada por José Montes de Oca en 1719. Está ubicada en la Iglesia de la Conversión de San Pablo de Cádiz, en Andalucía (España).

## Historia
La Venerable Orden Tercera de los Descalzos de Cádiz contrató el 11 de enero de 1719 con el escultor José Montes de Oca,: 267  quien en el documento se hizo llamar «Joseph de Leon y Montesdoca» además de constar su hermano Pedro como fiador,: 271  la ejecución de una imagen de la Inmaculada Concepción destinada a presidir el retablo mayor de su capilla, sita en el Convento de los Descalzos (actual Plaza Peral):

Sepase como nos Joseph de Leon y Montesdoca vezino de la Ciudad de Sevilla residente en esta de Cadiz como principal y Pedro de Leon vecino della como fiador y principal pagador que salgo y me constituyo [...] otorgamos y decimos que yo el dho. principal me obligo en favor de la venerable orden ercera de penitencia del Sor. S. franco. sita en el convto. de religiosos Descalzos de esta dha. Ciud. y de Dn. Juan Benardino de Molina presbitero como ministro de ella de hacer y que traere de mi quenta y riesgo de la dha. Ciudad de Sevilla (donde como Mro. escultor que soi la e de labrar) una Imagen de ntra. Sra. de la Concepcion de madera de Zedro y Cipres, de alto de seis quartas y media y su peana de zerafines, acabada y estofada perfectamente de todo punto, la cual tengo ajustada con dha venerable orden tercera y con su ministro en noventa ps. escs. de plata, por cuia cantidad la e de traer y poner en su propia Capilla, sin pedir más precio, cuia Imagen a de ser a satisfaccion de dha orden tercera y de la persona que se nombrare por ella, a que se me a de apremiar en Virtud de la presente y sin otra prueva de que le relevo aunque por derecho se requiera, Y declaro de consentimto. de mi el dho fiador me an entregado cinquenta pos. excs. por quenta de dhos. noventa y de ellos por tenerlos en nro. poder nos damos
vajo de dicha manconunidad por contentos y entregados [...] Y en caso de que la dha. Imagen no sea de la perfesion que se requiere en su hechura nos obligamos vajo dha mancomunidad a volverlos y retribuirlos a dha. orden tercera en esta Ciud. y a su fuero con las costas de la cobranza a que se nos a de poderlo executar en virtud de esta escriptura y el juramto. simple qn. fuere parte para presentarla en que queda referido quanto se ofresca para hacerla exsequible, sin otra prueva de que le relevamos aunque por dho. se requiera, Y a la primera obligamos nrs. personas y vienes presentes y futuros≡ Y Yo el dho. Dn. Juan Bernardino de Molina Presbitero Ministro de la dha. Venerable orden tercera que soi presente a este otorgamto., otorgo q. me obligo en su nombre a pagar a el dho. Joseph de Leon y Montesdoca los quarenta ps. excs. que faltan para el cumplimto. de los dhos noventa en que esta ajustada la hechura de dha. Imagen y siendo esta del gusto de dha. orden tercera me obligo a darle diez ps. excs. mas que en todos son cinquenta, a que se a de premiar a dha. orden tercera y a mi en su nombre en virtud de esta escripra. y el simple juramto. de el referido, sin otra prueva de que le relevo aunque por derecho se requiera, esto con tal de que la dha. Imagen este en esta ciudad dentro de seis meses contados desde oi dia de la fha., Y a la primera obligo los vienes de la dha. orden tercera presentes y futuros≡ [...] Y asi lo otorgamos en la Ciud. de Cadiz en onze de Henero de mil setecientos diez y nueve Y los otorgantes (a qunes. yo el esno. doi fe conosco) lo dirmaron testigos Diego Ramirez Manuel Arias y Juan de Morales Vecinos de Cadiz≡
José León Montes de Oca (rubricado).
Pedro de León (rubricado).
Fco. Pérez Angulo (rubricado).
Juan Bernardino de Molina (rubricado).: 81–82 

En el tercer cuarto de siglo su lugar sería ocupado por una talla del Ecce Homo, siendo la imagen trasladada al ático, donde permanecería hasta la demolición del inmueble con motivo de la Revolución de 1868.: 72  El derribo se produjo entre el 5 de octubre y el 14 de noviembre de dicho año, pasando la imagen a la Iglesia de la Conversión de San Pablo, donde se venera en la actualidad, junto con las figuras de dos ángeles lampareros emplazadas originalmente en el presbiterio de la capilla conventual. Estos ángeles formaban pareja con otros dos que a día de hoy se custodian en la Parroquia Nuestra Señora del Rosario; la semejanza con la Inmaculada en los rasgos ha dado pie a la suposición de que los mismos pudieron haber sido facturados también por Montes de Oca.: 72 

## Descripción
La imagen, de bulto redondo, es de un tamaño inferior al natural y muestra a la Virgen con rostro juvenil aunque dotado de cierta madurez, destacando una boca cerrada de labios finos, un mentón muy marcado y unos ojos entreabiertos con la vista dirigida al suelo. La melena presenta raya al medio y cae sobre los hombros, contrastando la policromía oscura del cabello con la blancura del rostro. Los brazos están flexionados y las manos juntas en actitud orante, presentando las extremidades un pronunciado desplazamiento lateral. Viste túnica y manto, ambos estofados y dorados al gusto barroco; la policromía parece no ser la original, siendo probable que fuese repintada cuando se restauró el retablo.: 72  Los ropajes presentan una destacada asimetría así como pliegues en forma de arista, todo ello dotado de gran movimiento gracias al amplio vuelo de las telas y a la torsión del cuerpo hacia la izquierda, acentuada a su vez por el contrapposto originado gracias a la flexión de la pierna derecha. La imagen se apoya en un escabel compuesto por un nimbo cubierto por cabezas aladas de querubines y con las puntas de una media luna en los extremos. Para rematar el conjunto, la Virgen porta una corona real rematada en cruz y circundada por una aureola, todo ello de orfebrería. 
La ejecución de la talla alberga numerosas similitudes con el catálogo de Pedro Duque Cornejo, particularmente la composición romboidal y el amplio movimiento de los ropajes, recogidos en los brazos formando los picos tan abundantes en la producción del entallador. Son numerosas las obras de Cornejo con las que guarda parecido, entre ellas la Inmaculada Concepción realizada en 1743 para la Capilla de los Burgaleses en el desaparecido Convento de San Francisco de Sevilla (actualmente conservada en la Iglesia del Santo Ángel) y, sobre todo, la talla de idéntica advocación venerada en la iglesia de los jesuitas de Cádiz, vinculada a la producción del artista. Sin embargo, la ejecución del rostro de la Virgen y de las caras de los ángeles presentes en la base resulta diferente, alejada del barroco y cercana al manierismo, lo que relaciona esta pieza con las directrices que regían la escultura sevillana de las primeras décadas del siglo xvii. Esta imagen, considerada una de las obras más tempranas de Montes de Oca y tallada al igual que todas sus piezas en su taller sevillano, vincula profesionalmente al tallista con Cornejo, si bien el hecho de que el primero fuese algo mayor que el segundo hace suponer que el nexo entre los dos se debe a que se formaron de manera conjunta en el taller de Pedro Roldán. Esta tesis queda reforzada por la colaboración entre ambos hacia 1730 a la hora de ejecutar la imagen de San Francisco Javier para uno de los retablos menores de la Iglesia de San Luis de los Franceses de Sevilla, pieza en la que Montes de Oca hizo gala de una personalidad del todo formada puesto que la talla se muestra grave y estática, con un rostro claramente inspirado en el de la figura de San Juan de Gotó tallada en 1627 por Juan de Mesa para la Iglesia de la Anunciación de Sevilla.: 72–73 

## Galería de imágenes

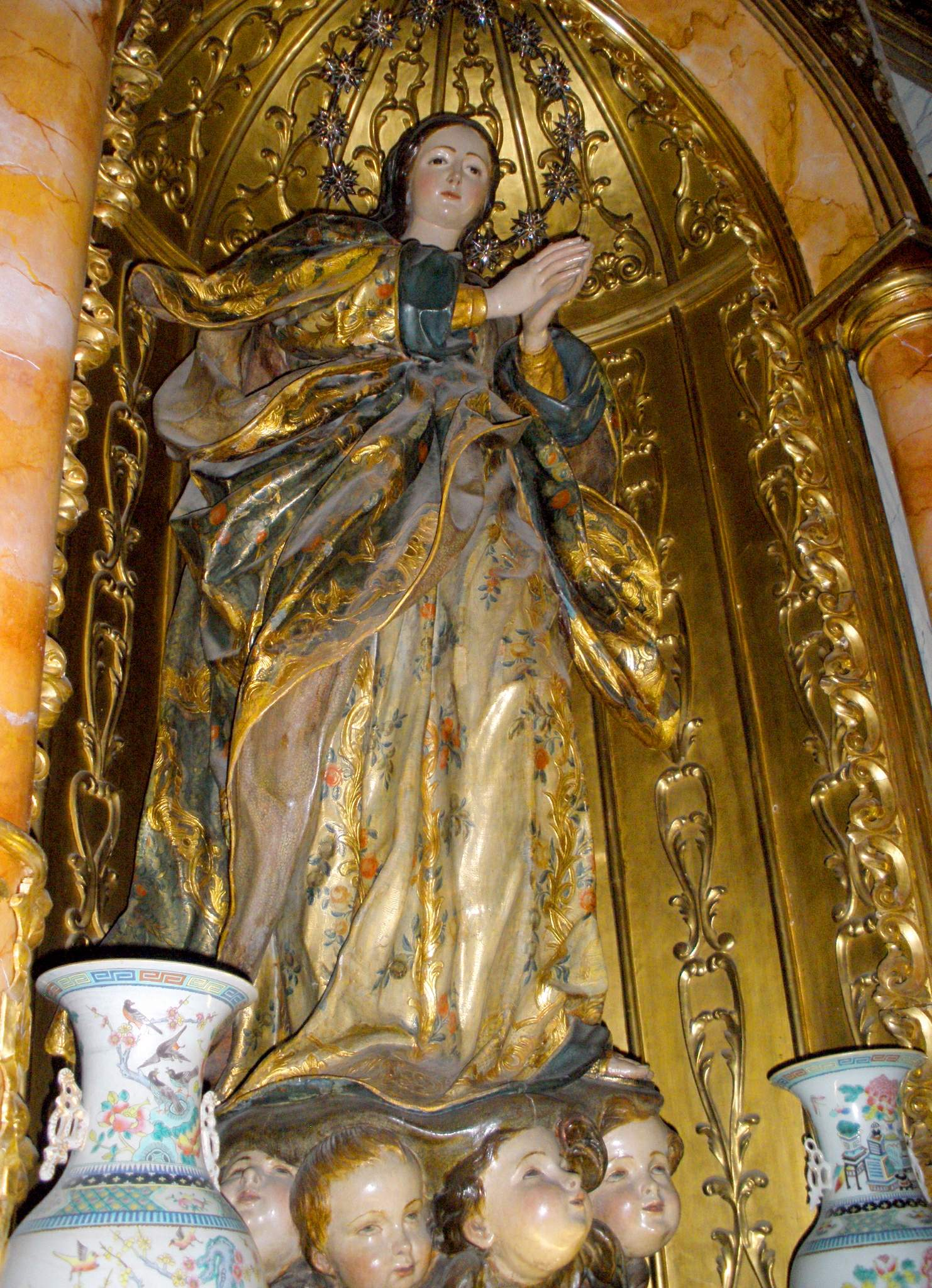
Inmaculada Concepción, por Pedro Duque Cornejo (1743). Iglesia del Santo Ángel de Sevilla.
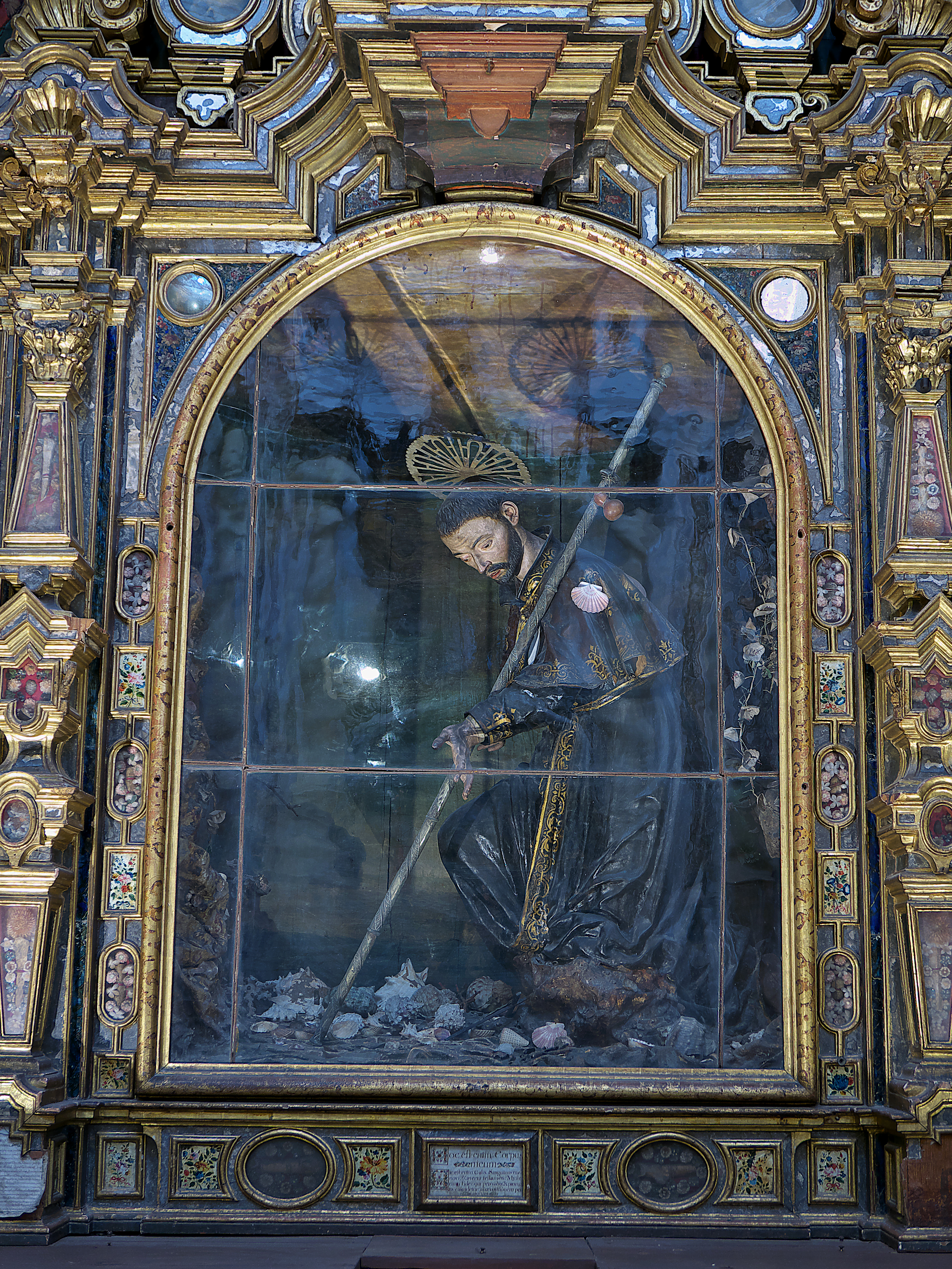
San Francisco Javier, por José Montes de Oca y Pedro Duque Cornejo (c. 1730). Iglesia de San Luis de los Franceses de Sevilla.
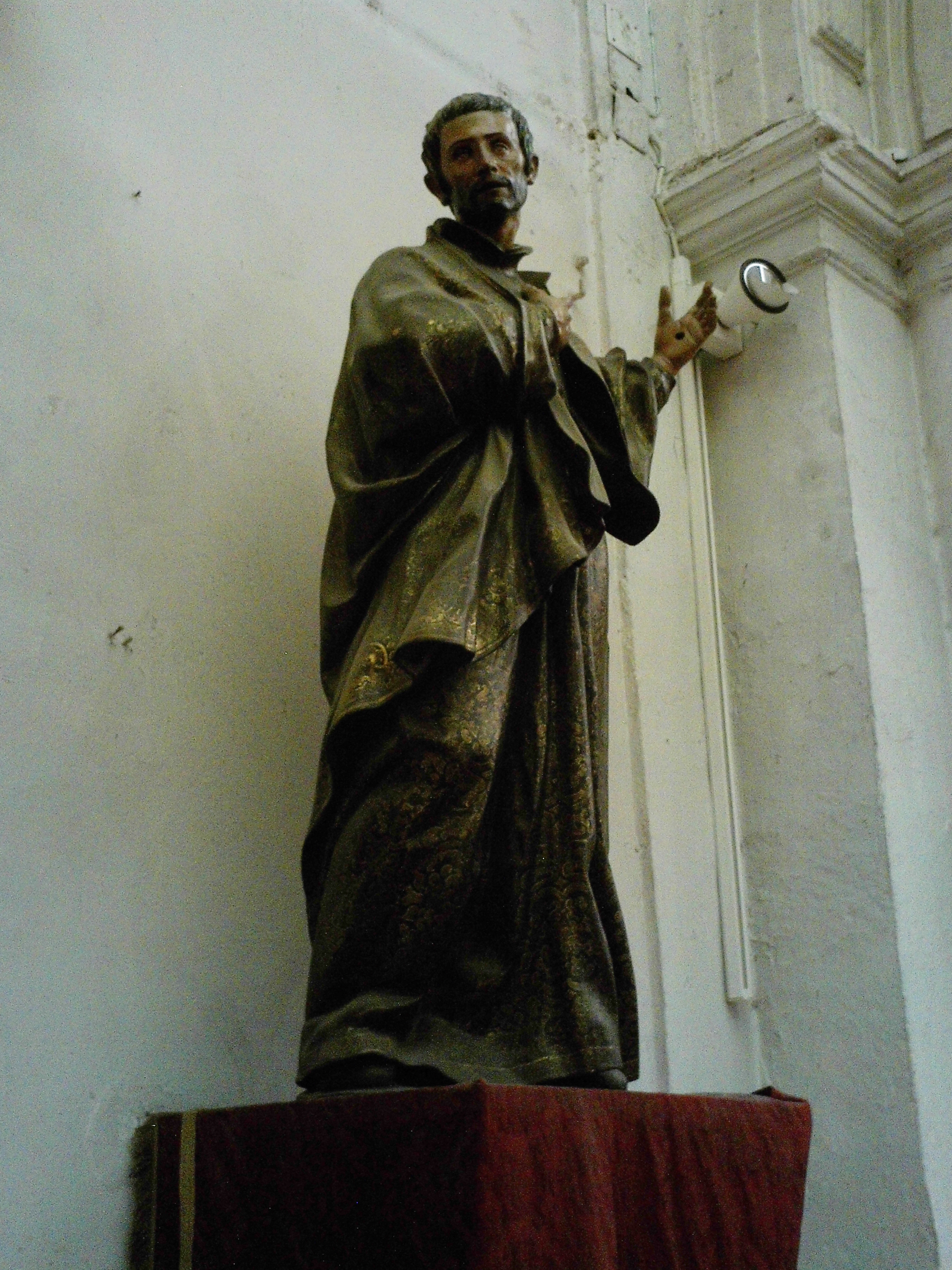
San Juan de Gotó, por Juan de Mesa (1627). Iglesia de la Anunciación de Sevilla.